# Liste der Biografien/Why
Liste der Biografien |
Portal Biografien |
Personensuche
# |
A |
B |
C |
D |
E |
F |
G |
H |
I |
J |
K |
L |
M |
N |
O |
P |
Q |
R |
S |
T |
U |
V |
W |
X |
Y |
Z |
?
 
Wa |
Wc |
Wd |
We |
Wh |
Wi |
Wj |
Wl |
Wn |
Wo |
Wr |
Ws |
Wt |
Wu |
Ww |
Wy |
Wz
 
Wha |
Whe |
Whi |
Who |
Why
Die Liste der Biografien führt alle Personen auf, die in der deutschsprachigen Wikipedia einen Artikel haben. Dieses ist eine Teilliste mit 36 Einträgen von Personen, deren Namen mit den Buchstaben „Why“ beginnt.

## Why

### Whyb
- Whybourn, Lisa (* 1991), britische Tennisspielerin
- Whybrow, Peter C. (* 1939), US-amerikanischer Psychiater, Hochschullehrer und biologisch begründeter Verhaltenswissenschaftler
- Whyburn, Gordon Thomas (1904–1969), US-amerikanischer Mathematiker

### Whyl
- Whyld, Ken (1926–2003), britischer Schachpublizist und Schachhistoriker

### Whym
- Whymant, Robert (1944–2004), britischer Journalist und Autor
- Whyment, Andrew (* 1981), britischer Schauspieler
- Whymper, Charles (1853–1941), britischer Tier- und Landschaftsmaler, Buchillustrator sowie Grafiker
- Whymper, Edward (1840–1911), britischer Bergsteiger
- Whymper, Frederick (1838–1901), britischer Künstler und Forschungsreisender
- Whymper, Josiah Wood (1813–1903), britischer Holzstecher, Illustrator und Aquarellmaler

### Whyt
- Whytcross, Pam (* 1953), australische Tennisspielerin
- Whyte, Alain (* 1969), englischer Gitarrist
- Whyte, Alexander (1834–1908), schottischer Naturforscher
- Whyte, Alice (1922–2015), amerikanische Jazzmusikerin und Bandleaderin
- Whyte, Alice F. († 1952), neuseeländische Malerin und Aquarellistin
- Whyte, Angela (* 1980), kanadische Hürdenläuferin
- Whyte, Arthur (1921–2014), australischer Politiker (Liberal Party), Präsident des South Australian Legislative Council
- Whyte, Chris (* 1961), englischer Fußballspieler
- Whyte, Clark (* 1904), schottischer Eishockeyspieler
- Whyte, Derek (* 1968), schottischer Fußballspieler und -trainer
- Whyte, Dillian (* 1988), britischer Boxer jamaikanischer Herkunft
- Whyte, Frederick Methvan (1865–1941), niederländischer Maschinenbauer und Eisenbahningenieur
- Whyte, George (1933–2012), ungarisch-britischer Schriftsteller, Komponist, Dramatiker und Kunstsammler
- Whyte, Ian (* 1971), walisischer Schauspieler und StuntmanIan Whyte (* 1971)

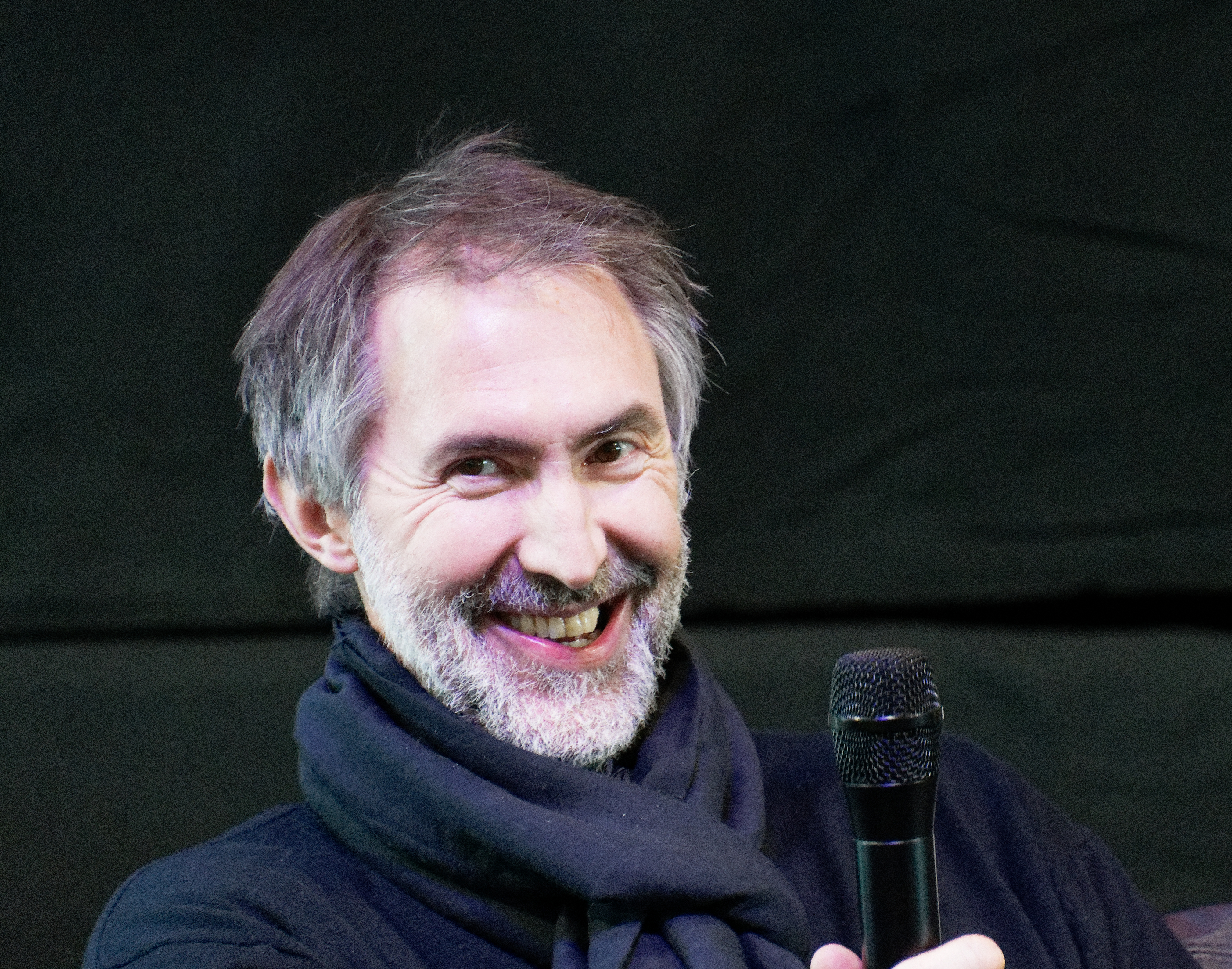
Ian Whyte (* 1971)

- Whyte, Kye (* 1999), britischer Radrennfahrer
- Whyte, Natalliah (* 1997), jamaikanische Sprinterin
- Whyte, Ronda (* 1990), jamaikanische Hürdenläuferin und Sprinterin
- Whyte, Rosemarie (* 1986), jamaikanische Sprinterin
- Whyte, Sandra (* 1970), US-amerikanische Eishockeyspielerin
- Whyte, William (1903–1964), australischer Mittelstreckenläufer
- Whyte, William Foote (1914–2000), US-amerikanischer Soziologe
- Whyte, William Henry (1829–1912), britischer Admiral
- Whyte, William Pinkney (1824–1908), US-amerikanischer Politiker, Gouverneur von Maryland
- Whyte, Zach (1898–1967), US-amerikanischer Jazz-Bandleader und Banjospieler
- Whytlaw-Gray, Robert (1877–1958), englischer Chemiker
- Whytt, Robert (1714–1766), englischer Arzt